# Station Chimay
Station Chimay was een spoorwegstation langs de spoorlijnen spoorlijn 109 en 156 in de stad Chimay.
0,0: Cuesmes ·
1,1: Hyon-Ciply ·
7,2: Harmignies ·
10,1: Vellereille ·
12,8: Estinnes ·
16,6: Fauroeulx ·
22,0: Merbes ·
23,7: Bienne-lez-Happart ·
29,4: Lobbes ·
31,3: Thuin-Ouest ·
34,7: Biesme-sous-Thuin ·
37,5: Thuillies ·
41,6: Strée ·
46,8: Beaumont ·
51,9: Solre-Saint-Géry ·
56,3: Sivry ·
61,9: Rance ·
64,9: Froidchapelle ·
73,8: Robechies ·
78,1: Chimay
1,3: Momignies ·
3,4: Macon ·
6,3: Séloignes-Monceau ·
7,6: Villers-la-Tour ·
11,3: Chimay ·
15,2: Virelles ·
18,3: Lompret ·
20,5: Aublain ·
25,1: Boussu-en-Fagne ·
28,2: Mariembourg ·
32,5: Fagnolle-Roly ·
37,3: Matagne-la-Grande ·
38,9: Matagne-la-Petite ·
42,8: Romerée ·
45,4: Gimnée ·
47,3: Doische ·
51,1: Agimont-Dorp ·
56,3: Hermeton-sur-Meuse ·
58,9: Hastière